# Lupești (okręg Vaslui)
Lupești – wieś w Rumunii, w okręgu Vaslui, w gminie Mălușteni. W 2011 roku liczyła 495 mieszkańców.